# İşbank Tower 1
Isbank Tower 1 (тур. İşBank Tower 1) — висотна будівля у Стамбулі. У ній налічується 52 поверхи. Висота становить 181 метр. Власне висота самої головної вежі без урахування висоти флагштока становить 181,20 метрів. З урахуванням висоти флагштока висота становить 194,57 метр. Вартість будівництва склала 230 млн. $. Будівництво було закінчено в 1998—2000 роках.
Деякі конструкційні особливості будівлі нагадують хмарочос Трамп-тауер у Нью-Йорку.